# Catena del Khodori
Il Kodori è una catena montuosa nel Gran Caucaso occidentale, nella parte orientale del confine con l'Abcasia.

## Geografia
Essa è la catena montuosa più lunga e ramificata dell'Abcasia. È un contrafforte sud-occidentale della cresta principale (o divisoria) caucasica, da cui si diparte il passo Dalar (Dolar) e a est della cima Gvandra (3985 m). La catena si estende per quasi 75 km da nord-est a sud-ovest. A nord-ovest è delimitata dalla valle del fiume Saken (all'inizio chiamato Kodor), a sud-est dalle valli dell'Inguri e dal suo affluente Nenskra.
La linea di cresta ha bruschi saliscendi. Le cime più alte sono il Moguashirkha (3852 m) e il Kharikhra (3710 m) nella parte settentrionale e il monte Khojali (3313 m) nella parte centrale della catena.
È composta principalmente da rocce vulcaniche, scisti e arenarie.
Sulle pendici dei contrafforti meridionali si trova la città di Tkvarcheli, completamente circondata dalle montagne.